# Anisy
Anisy (Anisyⓘ) – miejscowość i gmina we Francji, w regionie Normandia, w departamencie Calvados.
Według danych na rok 1990 gminę zamieszkiwało 520 osób, a gęstość zaludnienia wynosiła 124 osoby/km² (wśród 1815 gmin Dolnej Normandii Anisy plasuje się na 426. miejscu pod względem liczby ludności, natomiast pod względem powierzchni na miejscu 951.).